# دکستر (کنتاکی)
دکستر (به انگلیسی: Dexter) یک منطقهٔ مسکونی در ایالات متحده آمریکا است که در شهرستان کلووی، کنتاکی واقع شده‌است. دکستر ۲۷۷ نفر جمعیت دارد و ۱۳۵٫۰۳ متر بالاتر از سطح دریا واقع شده‌است.